# Deus Ex (jeu vidéo)
Deus Ex [deɪəsˈɛks] (parfois abrégé DX) est un jeu vidéo alliant la jouabilité d'un jeu de tir à la première personne avec les possibilités d'évolution d'un personnage et la liberté d'action propres au jeu de rôle. Développé par Ion Storm Austin et édité par Eidos Interactive en 2000, le jeu est sorti sur Windows et Mac OS ; en 2002, il a été adapté sur PlayStation 2 et renommé en Deus Ex: The Conspiracy en dehors d'Europe. Le 16 mai 2012, Square Enix a annoncé un portage sur le PlayStation Network, dans la catégorie « Classique PS2 ».
L'action se déroule en 2052, dans un futur dystopique et cyberpunk. Le joueur incarne l'agent JC Denton, l'un des premiers humains au corps rempli de millions de nanorobots qui lui confèrent des capacités supérieures. Fraichement intégré au sein de l'UNATCO, une agence antiterroriste internationale sous l'égide de l'Organisation des Nations unies (ONU), JC découvre rapidement que la question du terrorisme est bien plus complexe que ce qu'on veut lui faire croire ; il se retrouve au centre d'une conspiration politique mondiale mêlant de nombreuses organisations secrètes où les desseins de chacun ne se révèlent que progressivement.
À sa sortie, Deus Ex est acclamé par les critiques, beaucoup le considérant même comme l'un des meilleurs jeux jamais créés, notamment grâce à son subtil mélange des genres, à la profondeur de son scénario et à la crédibilité de son univers. En 2009, un peu plus d'un million d'unités avaient été vendues.
Une suite intitulée Deus Ex: Invisible War est sortie en 2003 ; l'histoire se déroule en 2072. Le troisième épisode, Deus Ex: Human Revolution, est sorti en 2011 ; l'action se déroule en 2027 et le personnage contrôlé par le joueur s'appelle Adam Jensen. Le quatrième volet s'intitule Deus Ex: The Fall ; son scénario ressemble à celui de Deus Ex: Human Revolution et le personnage principal s'appelle Ben Saxon. Le cinquième volet intitulé Deus Ex: Mankind Divided est sorti le 23 août 2016. L'histoire se déroule en 2029, soit deux ans après les évènements relatés dans Deus Ex: Human Revolution. Adam Jensen est une nouvelle fois le personnage principal contrôlé par le joueur.

## Trame

### Contexte

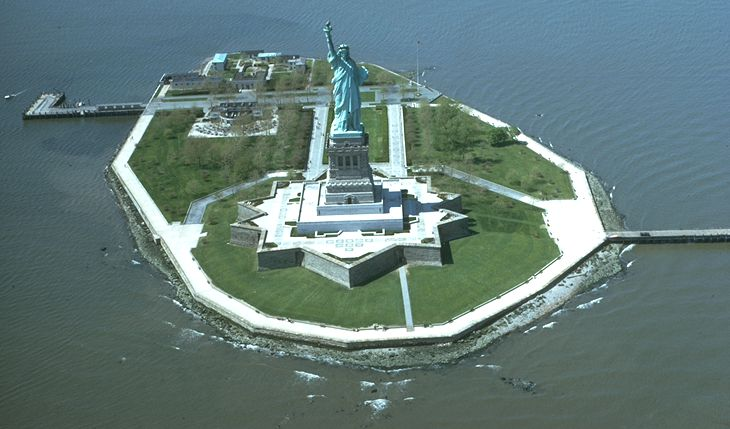
La première mission commence à Liberty Island.

La première moitié du XXIe siècle est marquée par la formation de nombreux groupes terroristes comme la NSF (National Secessionist Force) aux États-Unis ou le groupe Silhouette en France. Pour combattre ce péril international, les Nations unies ont étendu leur influence sur le globe et ont mis en place l'UNATCO (United Nations Anti-Terrorist Coalition).
Le monde des années 2050 sombre progressivement dans le chaos : une maladie, la peste grise, décime la population. Un vaccin, l'ambroisie, a déjà fait ses preuves, mais n'existe qu'en très faibles quantités et n'est prescrit qu'aux personnes soi-disant « vitales à la société » ; seuls les politiques, le personnel militaire, les hommes riches et influents, les scientifiques et les intellectuels y ont accès.
La nanotechnologie a fait de grands progrès depuis les années 2040, les machines-outils, les trousseaux de clés, les cartes de crédit ont été replacés par des nanorobots capables de s'autorépliquer et de s'agencer à la commande... Réussir à les intégrer dans un être humain fut la prouesse technologique majeure sur laquelle s'attarde le jeu. Un tel exploit cependant coûte très cher et seules les agences gouvernementales peuvent se permettre de l'offrir à leurs agents. Le joueur incarne un de ceux-ci.

### Résumé
Le jeu commence à proximité du quartier général de l'UNATCO, sur Liberty Island : des terroristes NSF viennent d'envahir la zone et ont même capturé un agent méca-modifié de l'agence, Gunter Hermann. J.C Denton, un agent nano-modifié intervient pour mettre un terme aux agissements des criminels et capturer le chef des terroristes. JC est ensuite envoyé en mission à New-York où il travaille en parallèle avec son frère Paul, lui-même premier agent nano-modifié, ainsi que l'agent Anna Navarre, afin de détruire un générateur électrique dans le quartier de Hell's Kitchen et pister des cargaisons d'ambroisie à l'aéroport LaGuardia de New York. Il apprend alors que Paul est complice des NSF et que d'autres instances contrôlent à la fois la Peste Grise et l'Ambroisie, manipulant les puissances mondiales par un effet de menace, d'offres et de demandes. JC rencontre Juan Lebedev, un autre leader des NSF, et peut potentiellement le tuer ou affronter l'agent Navarre, envoyée en support.
De retour à l'UNATCO, JC apprend par Manderley qu'il a activé le 'killswitch' de Paul, arrêt d'urgence qui le fera s'auto-détruire dans les 24h. Manderley envoie JC à Hong-Kong s'occuper d'un hacker, Tracer Tong, mais chemin faisant, Jock, le pilote de l'hélicoptère qui l'emmène en mission, le ramène à Hell's Kitchen pour découvrir Paul, agonisant. Celui-ci demande à JC d'envoyer un message au groupe terroriste français Silhouette, alliée des NSF, afin de prévenir d'une attaque imminente. En repositionnant les paraboles et en envoyant le message, JC devient également un ennemi de l'UNATCO et Walton Simons, agent de la FEMA et manifeste supérieur de Manderley, active à son tour son 'killswitch', avant de le capturer lui et éventuellement Paul.
JC se réveille dans une prison appartenant au Majestic 12 (MJ12), une entité gouvernementale de recherche extra-terrestre, mais est libéré par Daedalus, un prototype d'IA de communication basé sur le projet Echelon. Il s'aperçoit alors que cette prison est située sous l'état-major de l'UNATCO. Après avoir demandé l'aliance de ses amis à l'UNATCO, il est confronté à Manderley et éventuellement Anna Navarre si elle n'avait pas été tuée auparavant. les deux frères sont envoyés à Hong-Kong pour désactiver leur 'killswitch' avec l'aide du hacker Tracer Tong. Afin de gagner sa confiance, JC doit mettre la fin à la guerre entre deux triades, la Voie Lumineuse, gérée par Gordon Quick et protégeant Tong, et la Flèche Ardente, gérée par un nouveau chef, Max Chen. La Flèche Ardente est persuadée que la Voie Lumineuse a assassiné son ancien leader et volé les plans d'une arme technologique, la Dent-de-Dragon, et dispose d'un avantage tactique. JC enquête d'abord auprès de Maggie Chow, ancienne actrice et directrice de la société de nanotechnologies VersaLife. Il acquiert la preuve qu'elle a tué Max Chen, volé la Dent-de-Dragon et fait porter le chapeau à la Voie Lumineuse.
S'introduisant dans VersaLife, JC vole la ROM de la Dent-de-Dragon, puis dévoile la supercherie à Max Chen qui se fait attaquer par les MJ12. Il permet ainsi la réunification des deux triades, et gagne la confiance de Tracer Tong qui désactive le 'killswitch'. JC retourne à VersaLife, encore plus surveillé, pour récupérer les schématiques du Constructeur Universel, qui produit la Peste Grise. À la demande de Daedalus, il détruit également le Constructeur Universel.
Grâce aux informations du C.U., Tracer Tong remonte la piste aux Illuminati, en particulier Stanton Dowd. Celui-ci terré à New-York désormais sous loi martiale, demande à JC de détruire sur un chantier naval le PCRS Cloud, un navire chinois affretant la Peste Grise par le biais d'explosifs, placé à des endroits stratégiques. JC rencontre de nouveau Dowd, qui le renvoie en France à Paris pour rencontrer Nicolette Duclare, fille d'Elizabeth DuClare, décédée, elle-même amante de Morgan Everett, tous deux étant Illuminati. Sans plus d'information, JC rencontre d'abord Chad Daumier, le leader de Silhouette, dans les catacombes sous la place Denfert-Rochereau, et ancien amoureux de Nicolette. Celle-ci est localisée dans une boîte de nuit aux Champs-Élysées. Dans le manoir abandonné d'Elizabeth DuClare, JC trouve une salle secrète et envoie un message à Morgan Everett. Ce dernier l'envoie à la cathédrale de Payens, pour localiser l'or des Templiers et récupérer des informations sur l'Ambroisie. Ce faisant, JC rencontre et affronte Gunther, qui le pourchasse depuis sa fuite de l'UNATCO et le tient responsable à juste titre de la mort de Navarre.
JC apprend par Everett que la Peste Grise était à la base un produit pouvant aider à l'acceptation de nano-modifications. L'ancien Illuminatus Bob Page a détourné cet usage afin de créer la Peste Grise pour prendre contrôle du monde. Morgan Everett envoie JC aux États-Unis pour protéger d'un assaut des MJ12, un groupe de scientifiques dissidents de la zone 51 appelé X-51 qui tentent de reconstruire un Constructeur Universel pour produire, cette fois-ci, de l'Ambroisie. JC arrive tout juste pour repousser un assaut des MJ12. Everett tente de contrôler les télécommunications américaines avec Daedalus, mais Bob Page contre cette attaque avec sa propre IA, Icarus. De l'affrontement naît une IA surpuissante et unique, Helios, capable de contrôler toutes les télécommunciations mondiales.
Gary Savage, responsable des scientifiques, a un dernier plan : récupérer auprès de sa propre fille Tiffany, capturée par les MJ12, l'emplacement d'une base sous-marine contenant les plans du Constructeur Universel, ce qui permettrait de finaliser le leur. Une fois l'information envoyée, Bob Page, commençant à paniquer, envoie un missile depuis la base de Vanderberg pour détruire X-51. JC arrive à réorienter le missile vers la Zone 51, véritable blockhaus et quartier général de Bob Page. Il s'oriente vers ce dernier lieu afin de l'affronter. Par là, il est contacté par Helios qui lui propose de fusionner avec lui afin de devenir un demi-dieu surveillant l'humanité ; par Tracer Tong qui essaie de le convaincre d'envoyer une onde électromagnétique surpuissante pour détruire toute électricité dans le monde, poussant l'humanité à revenir à un Moyen Âge et recommencer une révolution industrielle ; et par Everett lui demandant de détruire Bob Page et laisser les Illuminati reprendre contrôle du monde dans l'ombre. La charge est laissée à JC de choisir comment guider le monde.

### Lieux
- Liberty Island est la petite île, au sud-ouest de Manhattan sur laquelle est érigée la statue de la Liberté.
- Battery Park est issu du parc new yorkais du même nom, il est décrit dans le jeu comme un endroit lugubre et rempli de SDF et de trafiquants de drogues.
- Hell's Kitchen est issu du quartier éponyme de New York, il est décrit en nettement plus pauvre et délabré.
- Hong Kong  est une ville située en Chine où règnent deux triades : la voie lumineuse  et  la Flèche rouge qui se font la guerre, et le gouvernement est corrompu par la Majestic12.
- Les Champs-Élysées de Paris sont présentés comme une rue bien plus petite et pauvre qu'en réalité et sont sous la loi martiale.
- La Base de Vandenberg est identique à la base militaire américaine du même nom, ici elle est occupée par les scientifiques du X-51.également pas très loin de la base Tiffany Savage fille de Gary Savage a été enlevé près d'une station service par la MJ 12 et le but et d'essayer de la ramener saine et sauve.
- La Zone 51 dans le jeu a un rôle similaire à la zone militaire américaine, ici elle est dirigée par les MJ-12.

## Système de jeu

### Généralités
Warren Spector, concepteur principal du jeu, définit Deus Ex comme « un jeu de rôle transposé dans le monde réel, tel qu'il existerait si les conspirationnistes avaient raison. Si vous voulez un véritable raccourci, imaginez que James Bond rencontre X-Files ».
Deus Ex ressemble à un jeu de tir à la première personne, dont il emprunte la jouabilité et la vision à la première personne, et possède une composante d'infiltration, le joueur ayant plutôt intérêt à éviter de se faire repérer et à ne pas attaquer l'ennemi de front. Deus Ex intègre également de nombreux éléments issus du jeu de rôle, notamment les systèmes de gain d'expérience, de personnalisation de compétences, de gestion d'inventaire limité, et de quêtes à accomplir ; le jeu est décomposé en niveaux comprenant des objectifs principaux, à compléter obligatoirement, et des missions secondaires optionnelles, qui rapportent des points d'expérience complémentaires ou des récompenses variées, ou modifient légèrement le déroulement du scénario.
Les scénaristes ont mis un point d'honneur à rendre l'univers et le scénario crédibles pour renforcer l'immersion du joueur ; la paranoïa d'un monde soumis à un terrorisme constant, soutenue par l'intrigue fondée sur la théorie du complot, est décrite de façon très réaliste. Le jeu propulse le joueur en 2052 dans un monde mélangeant organisations internationales peu scrupuleuses, terrorisme quotidien et États déliquescents. Chaque mission se déroule dans des lieux réels (New York, Hong Kong, Paris, base aérienne de Vandenberg, Zone 51), de nuit, ce qui accroit l'aspect « infiltration » et l'ambiance pesante liée aux conspirations en cours.
Chaque difficulté peut être résolue par différentes méthodes : des passages cachés servent de raccourcis, des conduits de ventilation permettent de prendre l'ennemi à revers, un dialogue permet d'apprendre un mot de passe crucial, un assaut libère un passage surveillé... Cette diversité permet de terminer le jeu sans presque jamais recourir à la violence ou, au contraire, en tirant sur tout ce qui bouge (néanmoins, quelques personnages clés sont invincibles). De plus, le jeu est conçu pour qu'il soit impossible d'arriver au potentiel maximum d'un personnage, ce qui oblige le joueur à faire des concessions lors de son développement. Cette bonne rejouabilité permet au joueur d'affiner ses stratégies et de terminer les missions de nombreuses façons.
Les niveaux de difficulté du jeu ne diffèrent que par les dégâts que peut subir le joueur. La trame générale reste la même, quel que soit le cheminement emprunté, bien que de nombreuses actions mineures puissent modifier le sort ou les réactions de certains personnages. Il existe trois fins radicalement différentes, dépendant des choix du joueur durant la dernière mission.

### Gestion du personnage
Barman au Old China Hand : « Last and First Men. History of 19 species of human beings. I cannot believe you do not know this book. »
JC Denton : « I'm not big into books. »
Le joueur incarne l'agent JC Denton, défini par ses capacités naturelles et surnaturelles, son niveau de bioénergie, et sa santé.
Les capacités naturelles du personnage sont représentées par onze compétences : armes lourdes, armes de poing, fusils, armes à technologie peu avancée, démolition, survie, crochetage, électronique, médecine, informatique et nage. Chaque compétence est divisée en quatre degrés de maitrise : nul, novice, intermédiaire et expert ; les progrès dans une compétence s'effectuent en dépensant des points d'expérience obtenus au fil des missions.
Les capacités surhumaines du personnage sont représentées par des implants nanotechnologiques appelés « nano-modifications » ; elles permettent par exemple de devenir indétectable aux yeux des robots ou des humains, de plonger longuement en apnée, de se régénérer, etc. En cours de partie, le joueur découvre des « modifico-prismes », qui servent soit à ajouter des capacités surhumaines, soit à augmenter les performances des modifications déjà installées (il y a quatre niveaux d'amélioration pour la plupart des modifications).
En plus de trois modifications par défaut (une lampe portative, un système de télécommunications et un indicateur indiquant si la cible est amicale ou hostile), il existe existe 17 modifications, mais le joueur ne peut en greffer que neuf : une à la tête, une aux yeux, une dans les bras, une dans les jambes, deux sur la peau (derme), trois dans le torse. Chaque prisme offre deux choix pour un seul emplacement (par exemple, se déplacer plus discrètement ou améliorer les performances de saut et de course) et cette installation est irréversible. L'activation d'une capacité consomme la bioénergie du personnage ; pour recharger ses batteries, le joueur peut utiliser des cellules bioélectriques transportables ou se brancher sur des robots techniciens.
La santé du personnage est représentée par six zones possédant chacune 100 points de vie les jambes, les bras, le torse et la tête ; si les jambes ou les bras sont gravement touchés, le personnage perd l'usage du membre atteint et subit des malus de déplacement (jambes) ou de précision (bras) ; si les points de vie de la tête ou du torse sont réduits à zéro, le personnage meurt. Cette localisation des dégâts fonctionne de façon identique pour les autres personnages du jeu (donc, tirer dans la tête d'un ennemi n'a pas le même impact qu'une balle dans la jambe).
À noter que dans la version Playstation 2, la localisation des dégâts ne concerne plus le personnage, qui possède une unique jauge de vie, allant de 100 à 400 points (selon le niveau de difficulté choisi), en revanche, cette localisation est toujours valable pour les ennemis.
Pour se soigner, le joueur peut manger ou boire (soja lyophilisé, barre chocolatée, alcool — qui provoque une ivresse passagère : la vision devient trouble et les déplacements désordonnés —, eau, soda), utiliser des trousses de secours (appelées « médikits »), ou recourir à des robots médecins. Il est également possible de consommer de la drogue (appelée « zyme ») ou de fumer des cigarettes, mais cela nuit à la santé (fumer des cigarettes inflige immédiatement des dégâts au personnage, dégâts qui peuvent causer sa mort).

### Gestion de l'équipement

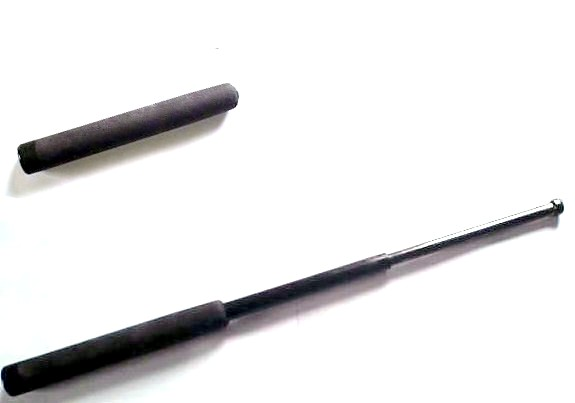
JC Denton peut recourir à une matraque télescopique pour assommer un adversaire.

Deux Ex gère l'encombrement des objets en leur attribuant individuellement une taille représentée par un certain nombre de cases (et non par un poids) ; les objets les plus volumineux peuvent occuper jusqu'à 8 cases. Comme l'inventaire du joueur est limité à 30 cases, des compromis sont inévitables lorsqu'il s'agit de s'équiper. Quelques objets peuvent s'accumuler pour n'occuper qu'un seul emplacement : par exemple, un médikit occupe autant de place que quinze médikits, à savoir une case.
Les objets transportables sont la nourriture et la boisson, les torches éclairantes, les combinaisons (tenue pare-balle, tenue de camouflage « thermoptique », appareil de respiration sous-marine, et biocombinaison de protection contre les éléments toxiques), les passe-partout, les décodeurs, les cellules de bioénergie, les extincteurs, les jumelles, les médikits, et les armes.
Il y a 24 armes différentes, dont certaines plutôt originales : arbalète, fusil d'assaut, grenades, matraque électrique, lance-flammes, lance-roquette, pied-de-biche, fusil à plasma, épée à lame non eutectique... Le joueur peut aussi utiliser des objets à sa portée pour se défendre, comme les extincteurs pouvant faire office de bombe lacrymogène. Une même arme peut accueillir différents types de munitions ; par exemple, l'arbalète peut être armée de carreaux classiques, ou de carreaux tranquillisants, ou de carreaux lumineux.
Les armes peuvent être améliorées grâce à plusieurs accessoires, qui peuvent augmenter la portée de l'arme, la capacité du chargeur, la précision du tir, la vitesse de rechargement, ou diminuer le recul ; les améliorations d'un même type peuvent être cumulées jusqu'à cinq fois. Le joueur trouvera également des lunettes, des silencieux, ou des viseurs point rouge. Toutes les modifications ne sont pas applicables sur toutes les armes (impossible de mettre un silencieux sur un lance-roquette par exemple).
Dans la version Playstation 2, l'inventaire est bien plus permissif et dispose de plusieurs emplacements spécifiques: 4 emplacements d'armes à feu (quelle que soit leur catégorie, il est ainsi possible de transporter un lance-flammes, un lance-roquettes, un fusil plasma et un fusil à pompe d'assaut en même temps), 1 emplacement d'armes blanches (toutes les armes blanches du jeu y seront stockées), 1 emplacement réservé aux objets utilitaires (lunettes de vision nocturne, gilet pare-balles, respirateur, etc), 1 emplacement réservé à la nourriture et aux boissons (chaque objet dispose de sa propre limite, par exemple, il est possible de transporter jusqu'à 20 canettes de soda sur soi), 1 emplacement réservé aux objets de soin (médikit et cellule bioélectrique); les kits d'amélioration d'armes quant à eux sont stockés dans un inventaire caché, et peuvent directement être utilisés par une série de manipulations sur l'arme souhaitée (les limitations de nombre d'amélioration et de logique restent en vigueur: 5 améliorations maximales, et impossible d'appliquer un silencieux à un lance-roquettes ou une lunette de visée sur un fusil à canon scié).
Les modifico-prismes ainsi que les amplifico-prismes sont quant à eux rangés dans un autre inventaire séparé, disponible en ouvrant le menu des modifications (touche rond dans la configuration classique).
Pour permettre une jouabilité plus dynamique sur la version Playstation 2,des raccourcis peuvent être associés à des armes et des objets, permettant au joueur de les équiper rapidement en appuyant sur les touches haut et bas du pavé directionnel.

### Interaction avec l'environnement
Le jeu se déroule essentiellement en milieu urbain ; l'affichage est présenté en vue subjective accompagnée d'un affichage tête haute (ou Head Up Display — HUD —) résumant les principales informations concernant le personnage. La plupart des éléments du décor sont indestructibles, mais le joueur peut néanmoins détruire les objets les plus fragiles (vitre, caisse ou porte en bois, baril, sac poubelle, grille fragile) ou prévus pour stocker des produits dangereux (explosif, poison) beaucoup d'éléments peuvent être déplacés et même empilés pour bloquer une issue ou grimper (boites, caisses, lampes, chaises, fauteuils, divans).
Toute interaction potentielle avec quelque chose ou quelqu'un est signalée par des crochets colorés qui encadrent l'objet ou la personne, ou, si le joueur tient une arme, par un réticule de visée dont la taille reflète la précision du coup : plus le réticule est étroit, plus le coup sera précis ; lorsque le joueur tire, le projectile part n'importe où dans le réticule et ne touche pas forcément la cible. La dimension du réticule varie avec les compétences du personnage et les mouvements qu'il effectue : un débutant à l'arrêt met une dizaine de secondes pour ajuster précisément son réticule de visée tandis qu'un expert l'ajuste immédiatement.
Le joueur peut consulter des terminaux informatiques publics, pirater des guichets automatiques bancaires ou des consoles de sécurité, lire des livres ou des journaux, consulter des notes ou des courriels. Ceci permet d'appréhender ce qui se passe dans l'univers du jeu et fournit de précieux renseignements (intrigues en cours, digicodes, mots de passe), et crée une atmosphère à la fois ironique et noire qui fera réfléchir le joueur sur le monde qui l'entoure.
Le joueur peut discuter avec les gens qu'il rencontre pour obtenir des renseignements supplémentaires ou de nouveaux objectifs. Certaines conversations sont à choix multiples ; les réactions de l'interlocuteur peuvent évoluer en fonction de la réplique choisie.
Les informations importantes sont stockées automatiquement dans les notes du personnage.

### Mode multijoueur
Les premières versions pour PC ou Macintosh ne prévoyaient pas de mode multijoueur ; cette fonctionnalité a été ajoutée grâce à des patchs, généralement inclus dans les rééditions du jeu. La version pour PlayStation 2 n'offre pas de mode multijoueur.
Le mode multijoueur est fondé sur le deathmatch, individuel ou en équipe : jusqu'à 16 joueurs peuvent batailler sur l'une des cinq cartes officielles tirées de portions du jeu solo, ou sur des cartes créées par les joueurs et mises à disposition sur Internet. Les règles d'une partie ne sont pas celles du mode solo, la différence la plus notable concernant les modifications : les implants ne sont plus obtenus grâce aux modifico-prismes, mais lorsqu'un joueur abat un adversaire.

### Versions du jeu

Logo de Deus Ex: The Conspiracy légèrement modifié par rapport à l'original.